# Любкув (Болеславецький повіт)
Любкув (пол. Lubków, нім. Liebichau) — село в Польщі, у гміні Варта-Болеславецька Болеславецького повіту Нижньосілезького воєводства.
Населення — 380 осіб (2011).
У 1975-1998 роках село належало до Легницького воєводства.

## Демографія
Демографічна структура станом на 31 березня 2011 року:
|          | Загалом | Допрацездатний вік | Працездатний вік | Постпрацездатний вік |
| -------- | ------- | ------------------ | ---------------- | -------------------- |
| Чоловіки | 209     | 46                 | 147              | 16                   |
| Жінки    | 171     | 35                 | 107              | 29                   |
| Разом    | 380     | 81                 | 254              | 45                   |